# 馬克薩斯島跳彈䲁
馬克薩斯島跳彈䲁（學名：Alticus simplicirrus），又稱馬克薩斯島高冠䲁，為輻鰭魚綱鳚形目䲁科跳彈䲁屬的一種，分布於中西太平洋馬克薩斯群島海域，深度0至5公尺，在受到驚擾時從其棲息的洞穴中跳躍，本魚體呈長橢圓形，稍側扁，頭鈍短，口寬，下位，牙齒數量多且小，可活動，排成單列，沒有犬齒，鰓膜連續且自由地橫跨喉部，延伸至胸鰭基部上方，具鼻鬚及眶上鬚，背鰭棘狀部與軟鰭條部之間有深凹口，最後一根鰭條透過膜與尾柄相連，雄魚顏色為灰褐色，腹部混合白色，具有白色垂直排列的白色條紋，與背鰭棘和鰭條平行，一系列小而深棕色的斑點沿著背部延伸到背鰭基部，頭部有白色細小點，鰓蓋膜上變成白色，眼睛後面有一條彎曲的黑線，臉頰上有2個小黑點，尾部和背鰭軟射線尖端白色，背鰭硬棘13枚、背鰭軟條23-24枚、臀鰭硬棘2枚、臀鰭軟條26枚，體長可達12公分，棲息在沿海潮間帶礁石淺水域，可離開水面在陸地上活動，通常躲在洞穴，以藻類為食，雌魚產附著性卵，雄魚有護卵行為。